# Yorman Rodríguez
Yorman José Rodríguez (Ocumare de la Costa, 15 de agosto de 1992) es un jardinero de béisbol profesional venezolano. Jugó en la Major League Baseball (MLB) para los Cincinnati Reds durante una temporada en el 2014.

## Carrera profesional
Los Rojos de Cincinnati firmaron a Rodríguez, considerado un jugador de cinco herramientas, como agente libre internacional durante el verano de 2008 por un bono por firmar de $2.5 millones. Rodríguez hizo su debut profesional en 2009 y jugó en el sistema de ligas menores de los Rojos hasta la temporada 2012, alcanzando un nivel tan alto como High-A con Bakersfield Blaze. Los Rojos agregaron a Rodríguez a su lista de 40 hombres después de la temporada 2012.
Rodríguez pasó toda la temporada 2013 en las menores, dividiendo la temporada entre los Doble-A Pensacola Blue Wahoos y Bakersfield, bateando un acumulado de .259/.324/.427 en el año. Pasó la mayor parte de 2014 en Pensacola, jugando en 119 juegos antes de ser llamado a las mayores por primera vez el 2 de septiembre de 2014. El 4 de septiembre, Rodríguez hizo su debut en la MLB contra los Orioles de Baltimore como jardinero derecho titular, sin hits en 3 turnos al bate. El 14 de septiembre, Rodríguez anotó su primer hit en las Grandes Ligas ante el relevista de los Cerveceros de Milwaukee, Rob Wooten. En 11 juegos para Cincinnati, Rodríguez reunió 6 hits en 29 apariciones en el plato, y también anotó 2 carreras impulsadas.
Rodríguez comenzó la temporada 2015 en Triple-A con los Louisville Bats. El 6 de julio de 2015, Rodríguez fue llamado a la lista activa, sin embargo, fue enviado de regreso a Louisville el 11 de julio sin hacer una aparición en las Grandes Ligas. Unos días después fue colocado en la lista de lesionados por una distensión en la pantorrilla izquierda y se perdió el resto de la temporada debido a la lesión.
Rodríguez se perdió el comienzo de la temporada 2016 por una lesión en el tendón de la corva y el 22 de mayo de 2016 fue colocado en la lista de lesionados de 60 días mientras continuaba recuperándose. No apareció en ningpun juego de Grandes Ligas en 2016, pero apareció en 27 juegos en High-A con los Daytona Tortugas mientras se rehabilitaba de su lesión. El 28 de octubre de 2016, Rodríguez fue eliminado de la lista de 40 hombres. El 7 de noviembre de 2016, Rodríguez eligió la agencia libre.